# Cartoneros
Cartoneros es una serie argentina  producida y emitida por la cadena El Nueve. Se estrenó el 19 de febrero de 2017. La serie fue escrita por: Marisa Quiroga, Alberto Muñoz y Javier Castro Albano, y dirigida por: Matías Bertilotti.

## Sinopsis
La historia arranca en vísperas de la crisis del 2001 y con el Chino perdiendo su trabajo, que era en negro y en donde su empleador lo estafa. Este es el punto de partida para que el Chino se la rebusque, porque en su casa tiene una mujer y un hijo que alimentar. Así es como comienza a cartonear y es en este punto que descubre que en la calle su carácter y su tamaño no le sirven de mucho: Es un pichi y, además de tener que aprender los códigos, tiene que dejarse enseñar.

## Elenco y personajes
- Luis Luque  - Chino Suárez
- Silvia Kutika -  Victoria
- Nicolás Riera - El Dandy
- Micaela Vázquez - Elena
- Carlos Nieto - Miguel
- Aymará Rovera - Olga
- Javier Niklison - Rossi
- Jenny Williams - Bianca
- Fabián Arenillas - Padre Jorge
- Carolina West Ocampo - María
- Nicolás Goldschmidt - Emiliano
- Gabo Correa - Figueroa
- Enrique Dumont- Pablo
- Erasmo Gabriel Colombo

## Audiencia
| #1  | Domingo | 19 de febrero de 2017 | 3.0 |  |  |  |
| #2  | Domingo | 26 de febrero de 2017 | 2.3 |  |  |  |
| #3  | Domingo | 5 de marzo de 2017    | 1.9 |  |  |  |
| #4  | Domingo | 12 de marzo de 2017   | 1.8 |  |  |  |
| #5  | Domingo | 19 de marzo de 2017   | 1.5 |  |  |  |
| #6  | Domingo | 26 de marzo de 2017   | 3.9 |  |  |  |
| #7  | Domingo | 2 de abril de 2017    | 3.0 |  |  |  |
| #8  | Domingo | 9 de abril de 2017    | 1.2 |  |  |  |
| #9  | Domingo | 16 de abril de 2017   | 1.5 |  |  |  |
| #10 | Domingo | 23 de abril de 2017   | 1.8 |  |  |  |
| #11 | Domingo | 30 de abril de 2017   | 1.1 |  |  |  |
| #12 | Domingo | 7 de mayo de 2017     | 1.6 |  |  |  |
| #13 | Domingo | 14 de mayo de 2017    | 1.7 |  |  |  |